# Herrickia horrida
Herrickia horrida là một loài thực vật có hoa trong họ Cúc. Loài này được Wooton & Standl. mô tả khoa học đầu tiên năm 1913.